# 氢过氧化对薄荷烷
氢过氧化对薄荷烷（英語：Paramenthane hydroperoxide，缩写PMHP）有以下异构体：
- 1-氢过氧化对薄荷烷，CAS号：78-58-0 
  - cis-异构体，CAS号：143970-13-2 
  - trans-异构体，CAS号：143970-16-5
- 2-氢过氧化对薄荷烷，CAS号：5235-58-5
- 3-氢过氧化对薄荷烷，CAS号：39811-34-2
- 4-氢过氧化对薄荷烷，CAS号：52061-60-6 
  - cis-异构体，CAS号：143970-14-3 
  - trans-异构体，CAS号：143970-18-7
- 7-氢过氧化对薄荷烷，CAS号：857213-71-9
- 8-氢过氧化对薄荷烷，CAS号：80-47-7 
  - cis-异构体，CAS号：143970-17-6 
  - trans-异构体，CAS号：143970-15-4

|  | 这个同类索引页列出了具有相同或相似标题的化学条目。 除非您是有意链接至本页，否则应将相应条目的内部链接指向正确的条目。 |